# Rio do Lobo
O rio do Lobo é um rio brasileiro do estado de São Paulo. Nasce e corta o município de Brotas, é o rio principal na formação da represa do Broa, e faz parte da bacia hidrográfica do Rio Jacaré-Guaçu.
Na sua junção com o ribeirão Feijão, formam a nascente do rio Jacaré-Guaçu na divisa dos municípios de Itirapina com São Carlos. No seu curso, próximo à divisa com o município de Brotas está a Represa do Broa, local turístico e reservatório da Usina Hidrelétrica do Lobo-Broa.
Possui esse nome, rio e represa do Lobo, pela quantidade de lobos, animais típicos do cerrado e dessa região, que existiam e que até hoje ainda povoam esse lugar.